# Zbigniew Ryziewicz (zoolog)

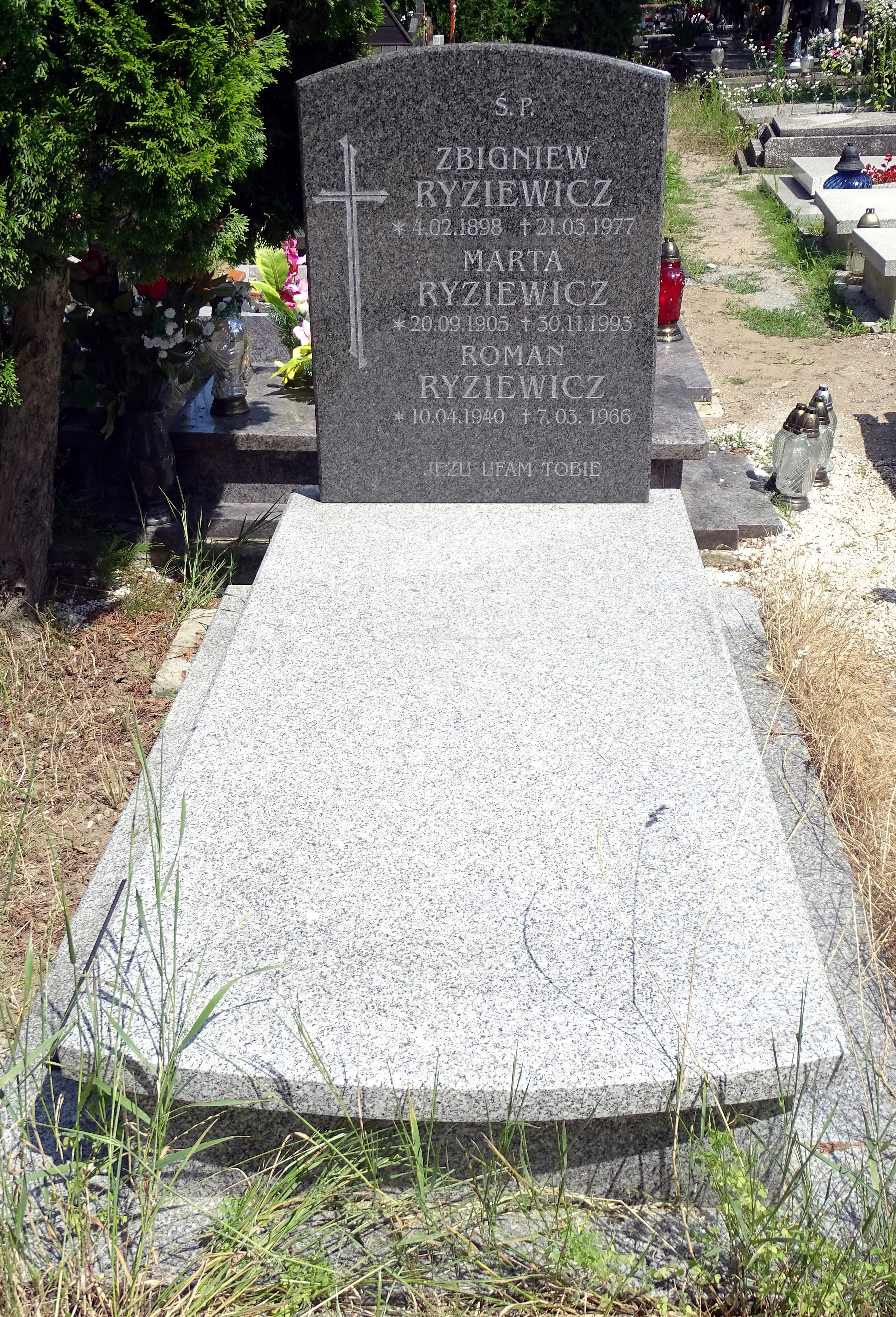
Grobowiec profesora na Cmentarzu Świętej Rodziny we Wrocławiu

Zbigniew Ryziewicz (ur. 4 lutego 1898 w Strutynie, k. Złoczowa, zm. 21 marca 1977 we Wrocławiu) – polski zoolog i paleozoolog.

## Życiorys
W roku 1915 Ryziewicz wstąpił do Legionów Polskich. Podczas walk z Niemcami został ciężko ranny.  
W 1921 trafił na Górny Śląsk i był uczestnikiem III powstania śląskiego walcząc w ramach batalionu „Saturn”. Odznaczony został Krzyżem Walecznych i Krzyżem Niepodległości. Po powstaniu rozpoczął studia filozoficzne oraz
biologiczne i geograficzno-geologiczne na Uniwersytecie Jana Kazimierza we Lwowie. Od roku 1924 pracował na tym uniwersytecie jako demonstrator, a później jako asystent Katedry Anatomii Porównawczej Zwierząt. W 1928 roku trafił do Katowic, gdzie podjął pracę jako kustosz Działu Zoologicznego w nowo powstałym Muzeum Śląskim. W 1933 opublikował pracę „Ssaki dyluwialne z piaskowni pod Milowicami” opisującą wyniki badań nad szczękami ssaków plejstoceńskich znalezionych w piaskowniach Górnego Śląska. W 1946, na Uniwersytecie Jagiellońskim, obronił pracę doktorską o nowo odkrytym gatunku kopalnego piżmowołu „Ovibos recticornis sp. n.; Ein Beitrag zur Systematik der Unterfamilie Ovibovinae” (praca ta wydana była w roku 1933) i uzyskał stopień doktora nauk przyrodniczych. Rozpoczął pracę na Uniwersytecie Wrocławskim – najpierw jako adiunkt Katedry Anatomii Porównawczej Kręgowców, a od roku 1947 jako zastępca profesora i kierownika powstającej Katedry Paleozoologii. W roku 1955 otrzymał nominację na stopień profesora nadzwyczajnego. W latach 1963–1965 pełnił funkcję prodziekana Wydziału Nauk Przyrodniczych. Członek Polskiego Towarzystwa Geologicznego.
Został pochowany na Cmentarzu Świętej Rodziny we Wrocławiu.